# Pleiotrophine
La pleiotrophine est une protéine de type facteur de croissance qui a une forte affinité pour l'héparine. Son gène est le PTN situé sur le chromosome 7 humain.
Ses autres noms sont HBBM (pour « heparin-binding brain mitogen »), HBGF-8 (pour « heparin-binding growth factor 8 ») ou NEGF1 (pour « neurite growth-promoting factor 1 »), HARP (pour « heparin affinity regulatory peptide » ou HB-GAM (pour « heparin binding growth associated molecule »).

## Rôles
Elle favorise l'expansion des cellules souches hématopoïétiques et le maintien de ces dernières dans la moelle osseuse.